# Budega
Budega är ett vattendrag i Burundi.   Det ligger i provinsen Cankuzo, i den östra delen av landet, 150 kilometer öster om huvudstaden Bujumbura.
I omgivningarna runt Budega växer huvudsakligen savannskog. Runt Budega är det ganska tätbefolkat, med 78 invånare per kvadratkilometer.